# Saint-Illide
Saint-Illide är en kommun i departementet Cantal i regionen Auvergne-Rhône-Alpes i mitten av Frankrike. Kommunen ligger  i kantonen Saint-Cernin som ligger i arrondissementet Aurillac. År 2022 hade Saint-Illide 649 invånare.

## Befolkningsutveckling
Antalet invånare i kommunen Saint-Illide
Referens:INSEE